# Queso Cuevas del Mar
El queso Cuevas de Mar es un queso elaborado en la comunidad autónoma del Principado de Asturias, España. Recibe su nombre de la playa de Cuevas del Mar, próxima a la parroquia de Pría, en el concejo de Llanes, donde se ubica la quesería.

## Elaboración
Este queso se elabora con leche de cabra. Se coge la leche de cabra pasteurizada, se deja cuajar y se sala por inmersión en salmuera. Una vez salado el queso se deja madurar durante cinco semanas

## Características

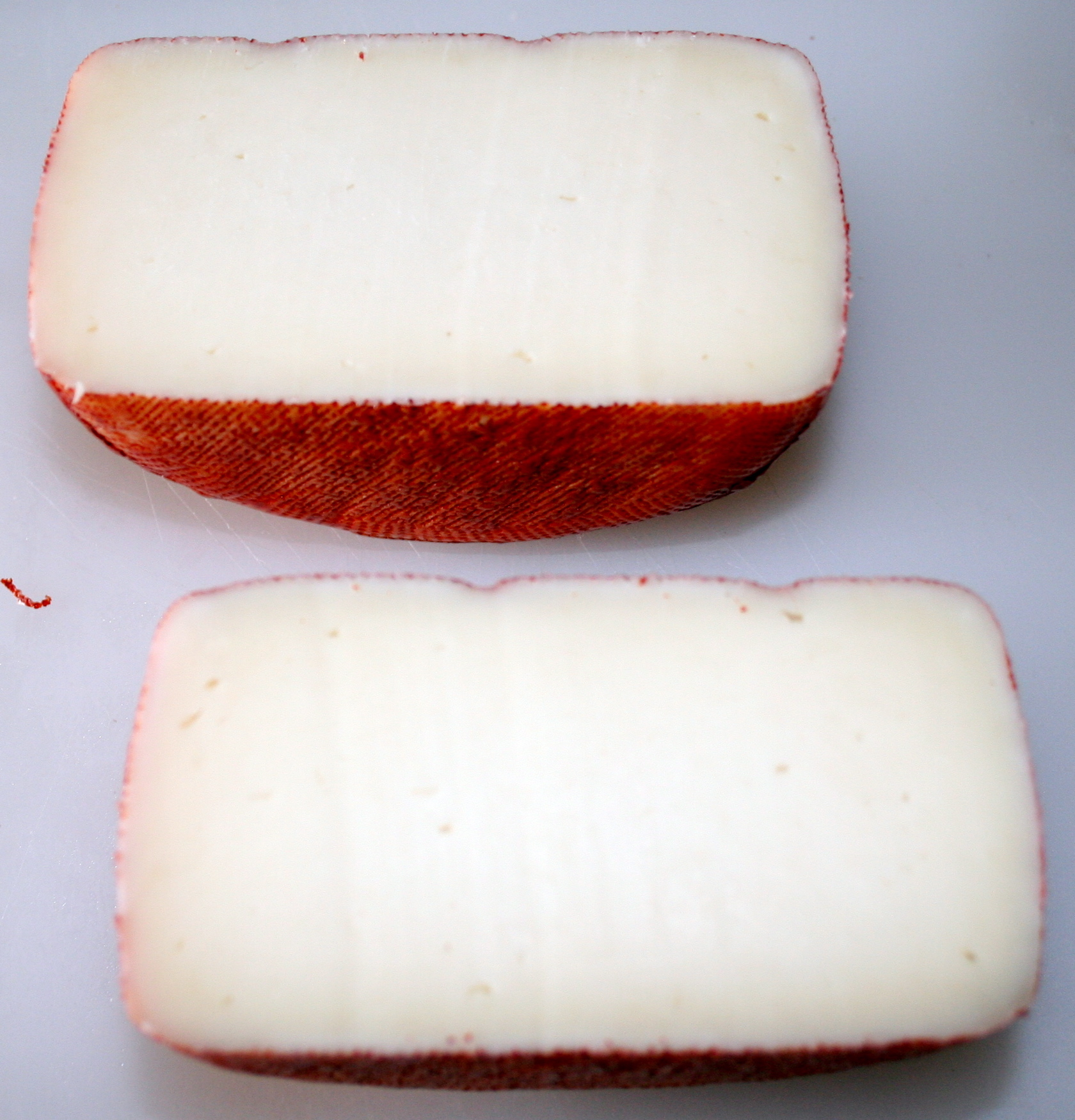
Corte del queso.

- Es un queso cilíndrico, de pequeño tamaño pues las piezas no superan los 600 gramos.
- La corteza es de color rojo y el interior o pasta es de color blanco.
- Los aromas que recuerdan mantequilla.
- En boca es fundente. Muy soluble dando una impresión global compacta y, a veces, ligeramente arenosa, con un regusto relativamente persistente y equilibrado.
- Resulta adecuado en solitario, acompañado de nueces o avellanas.
- Excelente compañero de sidra natural asturiana y vinos tintos fuertes y de buena crianza.

## Zona de elaboración
Este queso está elaborado en la parroquia llanisca de Pría, en Asturias. Se elabora en la quesería de los herederos de Juan Inés Granda.